# Oelsitz
Oelsitz ist ein Ortsteil der sächsischen Stadt Riesa im Landkreis Meißen.

## Geographie
Der Ort liegt an der Jahna und ist durch die Jahnaaue vom östlich liegenden Hauptort der ehemaligen Gemeinde Nickritz und vom südöstlich gelegenen Jahnishausen getrennt. Westlich von Oelsitz liegt Groptitz. Der Ort liegt an der Kreisstraße K 8549, über die die nördlich gelegenen Orte Pausitz und die Große Kreisstadt Riesa erreicht werden können und die südwestlich gelegenen Orte Kalbitz und Seerhausen. In Seerhausen kreuzen sich die Bundesstraßen B 169 und B 6. Um 1900 wurde Oelsitz als Straßendorf mit Gewannflur bezeichnet. Die Gehöfte reihen sich an der Riesaer Straße aneinander, einem ehemaligen Abschnitt der Bundesstraße 169.

## Geschichte
Oelsitz wurde 1266 zum ersten Mal erwähnt, als ein Heinricus de Olsz genannt wurde. Dies deutet auf ein bereits damals bestehendes Herrengut hin. Der Name war mehrmaligen Änderungen unterzogen, so wurde der Ort im Jahr 1302 Oels genannt, 1334 Ols, 1378 Ols, 1543 Olßa, 1547 Olsa, 1555 Olsch, 1661 Ölsitz , 1724 Ölschicz  und Oelßitz im Jahr 1791. Der Name geht auf den altsorbischen Begriff Olsa = Erle zurück. Damit wurde eigentlich ursprünglich ein Flurstück bezeichnet, etwa bei den Erlen. Später war der Ort ein altdeutsches Bauerndorf.
Der Ort wurde 1378 vom Castrum Meißen und der Supanie Mertitz verwaltet.
Ab 1547 wurde Oelsitz vom Erbamt Meißen verwaltet, ebenso 1764 und 1816. 1547 gehörte das Dorf dem Rittergut Seerhausen und 1594 dem Rittergut Jahnishausen, bei dem es bis zur Neuzeit blieb. 1820 gehörte es wieder zum Rittergut Seerhausen. Besitzer des Obergerichts war 1547 das Amt Lommatzsch, und 1594 das Amt Meißen. Das Niedergericht lag beim jeweiligen Rittergut.
Im Jahr 1547 war das Dorf nach Pausitz gepfarrt, dies hat sich bisher nicht geändert. Damals gingen die Kinder nach Riesa in die Schule. Im Jahr 1925 waren 325 Einwohner von Oelsitz evangelisch-lutherisch, 6 waren Reformierte, 5 Einwohner waren katholisch und 5 Einwohner gehörten anderen Konfessionen an.
Durch die Sächsische Landgemeindeordnung von 1838 erhielt das Dorf Eigenständigkeit als Landgemeinde.
Ab 1843 wurde Oelsitz vom Amt Meißen verwaltet, 1856 vom Gerichtsamt Riesa und ab 1874 von der Amtshauptmannschaft Großenhain. Sachsen kam nach dem Zweiten Weltkrieg in die Sowjetische Besatzungszone und später zur DDR. Nach den Gebietsreform 1952 wurde Oelsitz dem Kreis Riesa im Bezirk Dresden zugeordnet. Im Jahr 1951 wurde der Ort nach Nickritz eingemeindet. 1955 schloss der Gasthof.
Nach der Deutschen Wiedervereinigung kam Oelsitz zum wiedergegründeten Freistaat Sachsen. Am 1. März 1994 wurde Nickritz in die Stadt Riesa eingemeindet. Die folgenden Gebietsreformen in Sachsen ordneten den Stadtteil 1994 dem Landkreis Riesa-Großenhain und 2008 dem Landkreis Meißen zu.

### Bevölkerungsentwicklung
| Jahr | Einwohner                                             |
| ---- | ----------------------------------------------------- |
| 1547 | 19 besessene Mann, 12 Inwohner, 20 3/4 Hufen          |
| 1552 | 19 besessene Mann, 12 Inwohner, 20 3/4 Hufen          |
| 1764 | 21 besessene Mann, 7 Häusler, 20¼ Hufen je 8 Scheffel |
| 1834 | 218                                                   |
| 1871 | 247                                                   |
| 1890 | 307                                                   |

| Jahr | Einwohner  |
| ---- | ---------- |
| 1910 | 281        |
| 1925 | 341        |
| 1933 | 282        |
| 1939 | 273        |
| 1946 | 378        |
| 1951 | → Nickritz |

## Kultur und Sehenswürdigkeiten
siehe auch Liste der Kulturdenkmale in Oelsitz
- Wassermühle Oelsitz

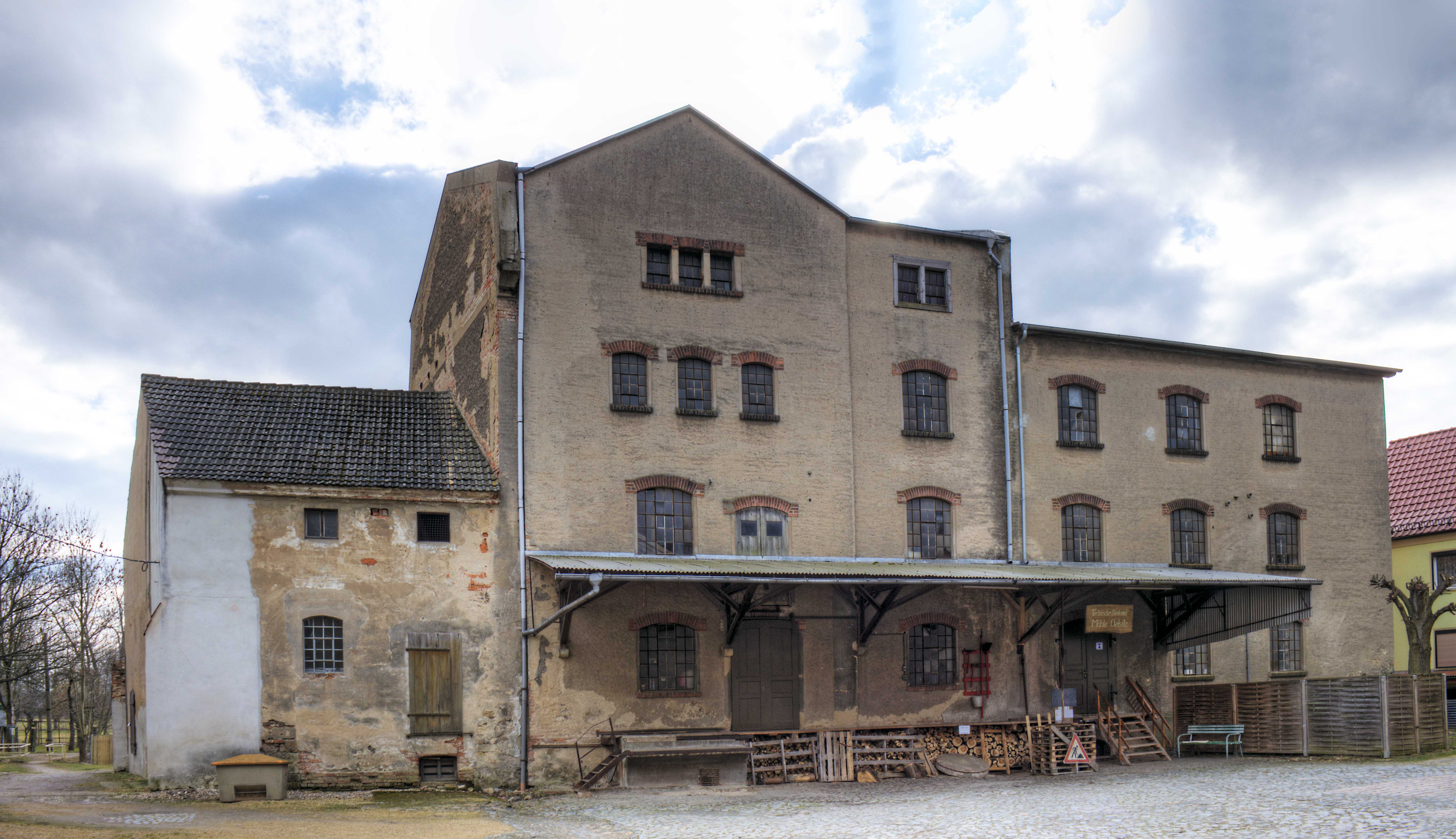
Oelsitz Wassermuehle

Die Mühle liegt an der Riesaer Straße 24 und 1589 ist ein erster Müller erwähnt. 1661 wurde die Mühle nach einem Brand wieder aufgebaut. Die Mühle zahlt nur die halbe Pacht wegen Wasserschäden, die durch Überschwemmung und Verschlammung entstanden sind. 1721 Hat die Mühle 3 Gänge. 1924 werden die Mühlenwerke Oelsnitz zur Aktiengesellschaft. 1945 wird die Mühle enteignet und später der LPG („Rosa Luxemburg“) übertragen. 1992 stellt sie ihren Betrieb ein und im Jahr 2009 beginnen Freunde und Mitglieder des Fördervereins Oelsitz e. V. die Mühle zu restaurieren und Führungen anzubieten.
- Wegestein

Der Wegestein steht vor der Riesaer Straße 28 und wurde 1828 aufgestellt als

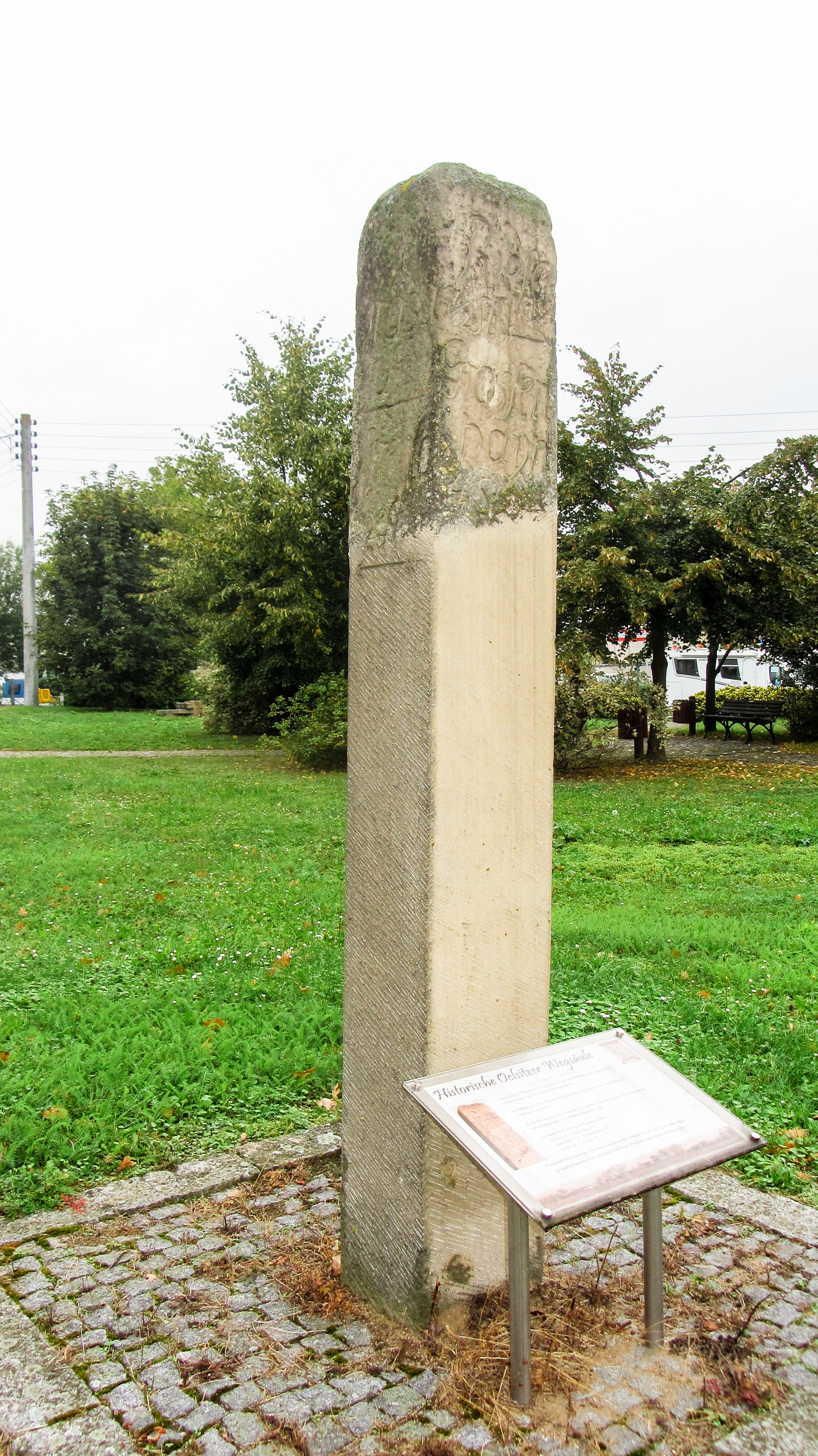
Oelsitz Wegweiserstein

 Verkehrszeichen. Das Kopfstück mit dem auf vier Seiten gut lesbaren Schriftblock ist original erhalten, der Schaft wurde ergänzt als Neufertigung und 1999 aufgestellt, Inschriften in Kursivschrift: Riesa / Grossen / Hayn, Gröba / Strehla, Lomatzsch / 2 1/4 St, Lomatzsch
- Wohnhaus, zwei Stallgebäude und Scheune eines Vierseithofes sowie Toreinfahrt und Vorgarten

Geschlossen erhaltenes Gehöft mit gründerzeitlichen Putzfassaden in dem Jahr 1878 bezogen. Es ist die größte Hofanlage im Ort, baugeschichtlich und wirtschaftsgeschichtlich von Bedeutung.